# 屈居龙
屈居龙（法語：Cuguron，法語發音：[kyɡyʁɔ̃]）是法国上加龙省的一个市镇，属于圣戈当区。

## 地理
屈居龙（43°6'0"N, 0°32'26"E）面积7.07 平方千米，位于法国奧克西塔尼大區上加龙省，该省份为法国西南部内陆省份，西南端与西班牙接壤，自此顺时针与上比利牛斯省、热尔省、塔恩-加龙省、塔恩省、奥德省和阿列日省接壤。
与屈居龙接壤的市镇（或旧市镇、城区）包括：内斯特河畔马泽尔、内斯特河畔圣洛朗、圣保罗、弗朗克维耶勒、蒙雷若、莱图雷耶、莱屈桑新城。

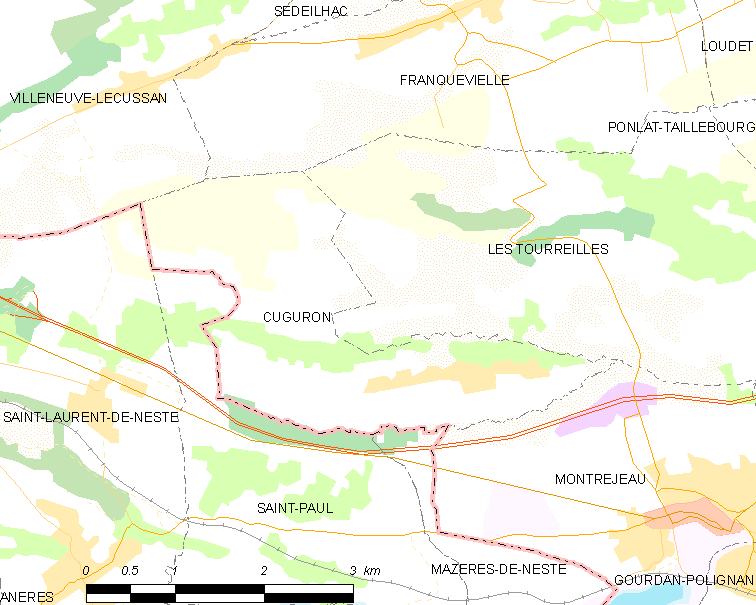
屈居龙的OSM定位图

屈居龙的时区为UTC+01:00、UTC+02:00（夏令时）。

## 行政
屈居龙的邮政编码为31210，INSEE市镇编码为31158。

## 政治
屈居龙所属的省级选区为圣戈当县。

## 人口

1962-2008年间屈居龙人口变化图示

屈居龙于2022年1月1日时的人口数量为164人。